# ابسوورمبخیت
ابسوورمبخیت (Abswurmbachite) کانی مس، منگنز و سیلیکات است. فرمول شیمیایی آن عبارت است از: Cu،Mn۲+)Mn۳+۶O۸SiO۴) این کانی اولین بار در سال ۱۹۹۱ توصیف شد و نام آن نیز پس از ابس وورمبخیت، کانی‌شناس آلمانی انتخاب شد. ساختار بلور آن چهارگوشه است و سختی موس آن ۶٫۵ و وزن مخصوصش ۴٫۹۶ می‌باشد. رنگ آن سیاه و رنگ خاکهاش قهوه‌ای است و جلای فلزی دارد.